# This Dream of You
| Совокупная оценка     | Совокупная оценка |
| Источник              | Оценка            |
| --------------------- | ----------------- |
| Metacritic            | 71/100            |
| Оценки критиков       |                   |
| Источник              | Оценка            |
| AllMusic              | [ 2 ]             |
| American Songwriter   | [ 3 ]             |
| The Arts Desk         | [ 4 ]             |
| Le Devoir             | [ 5 ]             |
| DownBeat              | [ 6 ]             |
| Jazzwise              | [ 7 ]             |
| Tom Hull – on the Web | B+ ()             |
| Jazz Journal          | [ 9 ]             |
| The Observer          | [ 10 ]            |

This Dream of You — пятнадцатый студийный альбом канадской певицы Дайаны Кролл, вышедший 25 сентября 2020 года на лейбле Verve Records. Диск получил положительные отзывы музыкальных критиков, возглавил джазовый чарт в Австралии и был на втором месте в Billboard Top Jazz Albums.

## Предыстория
Альбом назван в честь исполнения Кролл песни Боба Дилана из его альбома Together Through Life (2009). Релиз представляет собой сборник студийных записей Кролл, которые она делала со своим давним продюсером Томми Липумой до его смерти в 2017 году. Дюжина треков была выбрана из более чем 30 записей, которые были сделаны парой. Альбом был закончен в мае 2020 года и спродюсирован самой Кролл. Видео «Autumn in New York» было создано для привлечения внимания к New York Cares, крупнейшей волонтёрской организации в Нью-Йорке, основанной в 1987 году.

## Отзывы
Альбом получил положительные отзывы музыкальных критиков.
На сайте Metacritic, который присваивает нормализованный рейтинг из 100 баллов рецензиям основных изданий, альбом получил средний балл 71, основанный на 4 рецензиях.
Стивен Томас Эрлевайн из AllMusic написал: «This Dream of You проливает свет на завершение последнего альбома, который Кролл и ЛиПума закончили при его жизни. Вместе они знали, какие песни выбрать, чтобы создать полноценное прослушивание. То, что осталось за кадром, приятно, но не совсем захватывает». Себастьян Скотни в своей рецензии для The Arts Desk заявил: «Если Turn Up the Quiet содержал самое лучшее из сессий Кролл за годы до смерти Липумы, то This Dream of You […], представляющий собой отсебятину, просто не так хорош… Этот разочаровывающий альбом кажется совершенно неправильным способом поставить точку в истории Кролл/Липумы. Остаётся надеяться, что она сможет оправиться от этого». Джим Хайнс из Glide Magazine отметил: «Как человек, у которого много альбомов Кролл, этот альбом, несомненно, удовлетворит слушателей, которые пришли на него, когда она строила свою карьеру, играя стандарты, и тех, кому понравились две её прошлые работы. This Dream of You — солидный альбом, хотя, конечно, не самый сильный в её богатом каталоге».
Ли Циммерман из журнала American Songwriter отметил: «Дайана Кролл делает то, что у неё получается лучше всего, на своём роскошном новом альбоме This Dream of You — сборнике (в основном) классических кавер-версий, выполненных в её характерном чувственном стиле. Все эти тихие дымчатые вокалы, тонкие оркестровки и аранжировки и, конечно же, её изысканная и артикулированная игра на фортепиано, разделяют ночную атмосферу и ласки поздней ночи в интимной, но выразительной манере, которая подошла бы для ужина в клубе». Стив Фаттерман в своей рецензии для The New Yorker написал: «Новый альбом Дайаны Кролл — это игра ожидания. На протяжении большей части альбома сдержанная певица предлагает конгениальное прочтение боевых песен Great American Songbook, полагаясь на фиксированную интимность своего фирменного хриплого и о-о-очень осторожного вокального стиля».

## Список композиций
| №                   | Название                    | Автор(ы)                                             | Длительность |
| ------------------- | --------------------------- | ---------------------------------------------------- | ------------ |
| 1.                  | «But Beautiful»             | Jimmy Van Heusen Johnny Burke                        | 4:50         |
| 2.                  | «That's All / Azure-Te»     | Bob Haymes Alan Brandt Wilfred Douchette Donald Wolf | 4:05         |
| 3.                  | «Autumn in New York»        | Vernon Duke                                          | 5:19         |
| 4.                  | «Almost Like Being in Love» | Alan Lerner Frederick Loewe                          | 3:40         |
| 5.                  | «More Than You Know»        | Edward Eliscu Billy Rose Vincent Youmans             | 3:57         |
| 6.                  | «Just You, Just Me»         | Jesse Greer Raymond Klages                           | 2:25         |
| 7.                  | «There's No You»            | Harold Hopper Thomas Adair                           | 4:48         |
| 8.                  | «Don't Smoke in Bed»        | Willard Robison                                      | 3:17         |
| 9.                  | «This Dream of You»         | Bob Dylan                                            | 7:01         |
| 10.                 | «I Wished on the Moon»      | Dorothy Parker Ralph Rainger                         | 2:38         |
| 11.                 | «How Deep Is the Ocean»     | Irving Berlin                                        | 5:18         |
| 12.                 | «Singing in the Rain»       | Arthur Freed Nacio Herb Brown                        | 3:27         |
| Общая длительность: | Общая длительность:         | Общая длительность:                                  | 50:45        |

## Позиции в чартах
| Чарт (2020)                              | Высшая позиция |
| ---------------------------------------- | -------------- |
| Австралия Jazz & Blues Albums (ARIA)     | 1              |
| Бельгия/Фландрия (Ultratop)              | 58             |
| Бельгия/Валлония (Ultratop)              | 42             |
| Канада (Canadian Albums Chart)           | 82             |
| Хорватия (HDU)                           | 4              |
| Чехия (ČNS IFPI)                         | 42             |
| Франция (SNEP)                           | 36             |
| Германия (Offizielle Top 100)            | 30             |
| Венгрия (MAHASZ)                         | 31             |
| Япония (Oricon)                          | 32             |
| Польша (ZPAV)                            | 13             |
| Португалия (AFP)                         | 2              |
| Шотландия (Scottish Albums Chart)        | 42             |
| Словакия (ČNS IFPI)                      | 62             |
| Испания (PROMUSICAE)                     | 61             |
| Швеция Jazz Albums (Sverigetopplistan)   | 3              |
| Швейцария (Schweizer Hitparade)          | 13             |
| Великобритания (UK Digital Albums Chart) | 65             |
| Великобритания Albums Sales (OCC)        | 38             |
| 1                                        |                |
| Великобритания Physical Albums (OCC)     | 37             |
| США (Billboard Top Current Album Sales)  | 23             |
| США (Billboard Top Jazz Albums)          | 2              |
| США Traditional Jazz Albums (Billboard)  | 2              |